# Chronique maronite

La Chronique maronite (en latin Chronicon maroniticum) est un texte historiographique fragmentaire en langue syriaque, copié au VIIIe  ou  IXe siècle, portant sur la période allant d'Alexandre le Grand à la fin du IVe siècle, et sur quelques années (659-664) au VIIe siècle.

## Histoire et description
Cette chronique est conservée seulement à l'état de fragments, essentiellement dans le manuscrit British Library Add. 17 216, en 13 folios (complété au début par un feuillet conservé à Saint-Pétersbourg). Ce manuscrit date du VIIIe  ou du IXe siècle. Il s'agissait à l'origine d'une chronique universelle. De ce qui est conservé, un peu plus de la moitié est une série de récits (avec des lacunes) allant du temps d'Alexandre le Grand à la fin du IVe siècle apr. J.-C. (histoire d'Apollinaire de Laodicée) ; les cinq derniers feuillets racontent (avec une grosse lacune au milieu) la période de l'histoire du Proche-Orient allant de l'an 658-659 à l'an 663-664, dominée par la personnalité de Muawiya Ier.
Cette chronique fragmentaire est transmise anonymement. On l'appelle Chronique maronite à cause d'un événement qu'elle relate et qui révèle l'orientation religieuse de l'auteur : en juin 659, une dispute fut organisée à Damas, en présence de Muawiya, entre des représentants de l'Église « jacobite » (le patriarche Théodore et Sévère Sebôkht) et « ceux de saint Maron » (expression désignant apparemment ici des moines du monastère « chalcédonien » de Saint-Maron, près d'Hama) ; les Jacobites furent vaincus et condamnés par Muawiya à payer une amende et à garder le silence. Dans les lignes suivantes, l'auteur oppose les Jacobites et « les fils de l'Église » et parle de « celui que les Jacobites appellent patriarche ». Il indique que les Jacobites payèrent chaque année une somme d'argent à Muawiya pour qu'il les protège.
Cette chronique raconte aussi la proclamation de Muawiya comme calife (« roi ») lors d'une assemblée des « Arabes » qui se tint à Jérusalem en 660, et une expédition militaire d'Abd ar-Rahman ibn Khalid en Asie mineure, qui eut lieu en 663-664 et au cours de laquelle il s'empara des villes d'Amorium et de Smyrne. Elle signale aussi deux grands tremblements de terre qui eurent lieu en Palestine, l'un en juin 659 à quelques jours de la dispute avec les Jacobites, l'autre en 660 pendant l'assemblée des Arabes à Jérusalem ; le second causa la destruction complète de l'église Saint-Jean-Baptiste près du Jourdain et du monastère attenant.
Cette chronique a été éditée par Ernest Walter Brooks (Corpus Scriptorum Christianorum Orientalium, vol. 3, 1904, p. 43-74) et une traduction latine donnée par Jean-Baptiste Chabot (CSCO, vol. 4, 1904, p. 35-57). Auparavant, une traduction française incomplète avait été donnée par François Nau (Revue de l'Orient chrétien, vol. 4, no 3, 1899, p. 318-326).